# 荒川洋二
荒川 洋二（あらかわ ようじ、1935年（昭和10年）1月3日 - 2018年（平成30年）11月22日）は、日本の検察官。弁護士（弁護士法人サン総合法律事務所）。元大阪高等検察庁検事長。位階は正三位。

## 来歴
1959年（昭和34年）検事任官。大阪高検次席検事、神戸地検、大阪地検各検事正等を経て、1995年（平成7年）高松高検検事長、1996年（平成8年）大阪高検検事長を歴任し、1997年（平成9年）に退官。
その後、弁護士登録し、各種企業役員を務める。2005年（平成17年）の秋の叙勲で瑞宝重光章を受章。
2018年11月22日、急性心不全のため死去、83歳。叙正三位。

## 略歴
- 京都大学法学部卒業
- 1956年（昭和31年） 司法試験第二次試験合格
- 1959年（昭和34年）
  - 4月6日 司法修習終了
  - 4月8日 東京地方検察庁検事
- 1959年（昭和34年）12月28日 静岡地方検察庁検事
- 1962年（昭和37年）8月20日 京都地方検察庁検事
- 1965年（昭和40年）8月16日 大阪地方検察庁検事
- 1970年（昭和45年）8月15日 神戸地方検察庁検事
- 1974年（昭和49年）
  - 3月23日 東京地方検察庁検事
  - 4月12日 司法研修所教官
- 1977年（昭和52年）4月8日 法務省保護局恩赦課長
- 1979年（昭和54年）3月26日 法務省保護局総務課長
- 1981年（昭和56年）3月25日 大阪高等検察庁検事
- 1982年（昭和57年）3月25日 大阪地方検察庁交通部長
- 1983年（昭和58年）12月2日 大阪地方検察庁特別捜査部長
- 1985年（昭和60年）8月9日 大阪高等検察庁刑事部長
- 1986年（昭和61年）9月1日 大阪地方検察庁次席検事
- 1988年（昭和63年）9月12日 最高検察庁検事
- 1989年（平成元年）4月10日 大阪高等検察庁次席検事併任法務総合研究所大阪支所長
- 1990年（平成2年）12月10日 神戸地方検察庁検事正
- 1992年（平成4年）5月27日 大阪地方検察庁検事正
- 1995年（平成7年）2月13日 高松高等検察庁検事長
- 1996年（平成8年）6月3日 大阪高等検察庁検事長
- 1997年（平成9年）12月15日 依願免本官
- 1998年（平成10年）
  - 2月20日 弁護士登録（大阪弁護士会）
  - 3月 清水・高村法律事務所（現　弁護士法人サン総合法律事務所）へ客員弁護士として入所
  - 6月 株式会社ロイヤルホテル監査役
- 2001年（平成13年）4月 株式会社大阪証券取引所取締役
- 2002年（平成14年）
  - 6月
    - 佐伯建設工業株式会社監査役
    - 住友化学工業株式会社監査役
- 2003年（平成15年）6月 株式会社りそなホールディングス取締役
- 2005年（平成17年）11月3日 授瑞宝重光章
- 2018年（平成30年）11月22日 死去